# Lúcio Vetúrio Crasso Cicurino
Lúcio Vetúrio Crasso Cicurino (em latim: Lucius Veturius Crassus Cicurinus) foi um político da gente Vetúria da República Romana, eleito tribuno consular por duas vezes, em 368 e 367 a.C..

## Primeiro tribunato consular (368 a.C.)
Em 368 a.C., foi eleito tribuno consular com Sérvio Cornélio Maluginense, Espúrio Servílio Estruto, Sérvio Sulpício Pretextato, Lúcio Papírio Crasso e Tito Quíncio Cincinato Capitolino.
Quando os tribunos da plebe Caio Licínio Calvo Estolão e Lúcio Sêxtio Laterano lideraram as tribos a votarem as suas próprias propostas a favor da plebe, mesmo com o veto expresso dos demais tribunos da plebe, controlados pelos patrícios. O Senado então nomeou Camilo ditador pela quarta vez, nominalmente para dar conta de um ataque dos velétrios, mas principalmente para impedir a votação das leis de Licínio e Sêxtio.
| “ | E como as tribos já haviam sido convocadas a votar e o veto dos colegas não impediu os promotores da lei, os patrícios, alarmados, recorreram a duas medidas extremas: o cargo mais alto e o cidadão acima de todos os demais. Decidiram nomear um ditador e a escolha recaiu sobre Marco Fúrio Camilo, que escolheu Lúcio Emílio como seu mestre da cavalaria. | ” |
|   | — Lívio, Ab Urbe Condita VI, 4, 38. |   |

## Segundo tribunato consular (367 a.C.)
Em 367 a.C., foi eleito novamente tribuno consular, desta vez com Marco Gegânio Macerino, Aulo Cornélio Cosso, Marco Cornélio Maluginense, Públio Valério Potito Publícola e Públio Mânlio Capitolino.
Com a notícia do avanço dos gauleses, Marco Fúrio Camilo foi nomeado, pela quinta vez, ditador e passou a organizar ativamente a defesa de Roma. Os gauleses acamparam às margens do rio Ânio, trazendo consigo grande quantidade de espólios obtidos em seus saques. Perto deles, nos montes Albanos, Camilo percebeu que estavam desorganizados e entregues às celebrações. E, assim, pouco antes do anoitecer, a infantaria leve romana conseguiu desmantelar as defesas gaulesas e, logo atrás, a infantaria pesada e os lanceiros conseguiram aniquilar o inimigo.
Em Roma, os plebeus estavam convencidos sobre a proposta da dupla de cônsules, mas os patrícios não cediam e buscaram a proteção de Camilo. Os populistas tentaram prendê-lo, mas ele convocou antes uma sessão do Senado e convenceu os senadores a cederem à pressão popular, materializada pelos plebeus na Lex Licinia Sextia (367 a.C.).. Um novo cargo na magistratura, aberto à patrícios e plebeus, o pretorado, foi criado pela mesma lei.